# Armada (jeu vidéo, 1989)
Pour les articles homonymes, voir Armada.
Armada est un jeu vidéo de type wargame créé par Peter Turcan et publié par Atari sous le label ARC en 1989 sur Atari ST, Amiga et IBM PC en  1989. Le jeu simule la bataille de Gravelines qui oppose l'Invincible Armada espagnole à la flotte anglaise en 1588 pendant la  guerre anglo-espagnole. Il reprend le système de jeu du premier volet de la Battlescapes d'Atari, Borodino, publié en 1988. Le joueur y incarne le commandant d'une des deux flottes – le duc de Medina ou  Lord Howard – et dirige ses navires sur un champ de bataille représenté en 3D et qu'il observe en vue à la première personne,. 

## Accueil
| Armada                |      |       |
| Média                 | Pays | Notes |
| Amiga Action          | GB   | 83%   |
| Amiga Format          | GB   | 82 %  |
| Computer Gaming World | US   | 2/5   |
| CU Amiga              | GB   | 81 %  |
| Gen4                  | FR   | 76 %  |
| Joystick              | FR   | 60 %  |